# Carmen Cobeña
Carmen Cobeña Jordán, més coneguda com a Carmen Cobeña (Madrid, 23 de febrer de 1869 -24 de febrer de 1963) va ser una actriu espanyola, mare de la també actriu Carmen Oliver i àvia del director de cinema Jaime de Armiñán.

## Biografia
Es va iniciar des de molt petita en la interpretació amb un petit paper en El nacimiento del Mesías (1878). Va debutar professionalment en la companyia de Rafael Calvo, a Echar la llave. Es va casar en 1903 (1900 segons uns altres) amb l'escultor i dramatugo Federico Oliver. Va ser primera actriu del Teatro Español de Madrid, on el seu marit era director artístic.
Va ser primer deixebla de Rafael Calvo i després va treballar al costat d'Emilio Mario, Ricardo Calvo, Emilio Thuillier, Enric Borràs (amb qui va interpretar El alcalde de Zalamea al Teatro Español en 1909) i Francisco Morano. De Rafael Calvo va aprendre la declamació apassionada del XIX i Mario la va introduir en una escola més moderna i cosmopolita, més continguda i serena.
Va estrenar Los condenados (1894), La fiera (1896) i Casandra (1910), totes elles de Benito Pérez Galdós, endemés d'El nido ajeno (1894), de Jacinto Benavente, El hijo de Don Juan (1892), de José de Echegaray, Casa de muñecas (1907), de Henrik Ibsen, Señora Ama (1908), de Jacinto Benavente, El redentor (1910), de Santiago Rusiñol, Los semidioses, la millor obra del seu marit Federico Oliver, i La alcaldesa de Ontanares.
En 1926 es va retirar de l'escena interpretant amb la seva filla Carmita un pas de comèdia dels germans Álvarez Quintero, però va tornar en 1944 per interpretar el diàleg de Benavente Abuela y nieta.